# Батько Христини Альберти
«Батько Христини Альберти» (англ. Christina Alberta's Father) — роман англійського письменника Герберта Веллса. Опублікований в 1925 році.

## Сюжет
Містер Прімбай — англійський вдівець середнього віку. В один момент він починає вірити, що є реінкарнацією Саргона — стародавнього шумерського царя…